# Salomon Adler
Salomon Adler (Danzica, 1630 – Milano, 1709) è stato un pittore prussiano.

## Biografia
La più antica testimonianza riguardante Adler è quella di F. M. Tassi, quando scrisse che Fra Galgario ultimò la sua formazione sotto la guida di un «Monsieur Salomone dell'Herr di Andegavia» che «aveva in quel tempo guadagnata fama in MIlano di eccellentissimo pittore».
Il cognome di Adler è stata attribuita al pittore per la presenza di una scritta dietro un autoritratto conservato la Pinacoteca di Brera.
Si conservano due autoritratti alla Pinacoteca di Brera a Milano e alla Galleria degli Uffizi a Firenze e altri ritratti in collezioni lombarde.
Adler potrebbe essere identificato con il Salomone di Danzica menzionato nel Settecento dalla Reale Galleria di Firenze come attivo a Milano sul finire del XVII secolo.
Il suo stile rivela influssi di Rembrandt Harmenszoon van Rijn.